# Obadiasz

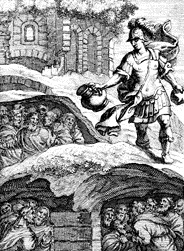
Obadiasz ukrywający proroków, Johann Christoph Weigel, 1695

Obadiasz, Abdiasz – według Biblii zarządca pałacu króla Achaba (1Krl 18).
Podczas zarządzonego przez królową Izebel prześladowania proroków Jahwe, Obadiasz ukrył stu z nich w grocie i nosił im chleb oraz wodę. Na prośbę Eliasza ujawnił miejsce jego pobytu królowi Achabowi, aranżując spotkanie proroka z władcą.
W tradycji judaistycznej identyfikowany z prorokiem Abdiaszem.